# Johann Ulrich Gerding
Johann Ulrich Gerding, auch Johann Ulrich von Gerding (* 5. Februar 1675 in Thedinghausen; † 1764 in Riga) war ein deutscher Mediziner und Schriftsteller.

## Leben
Johann Ulrich Gerding wurde 1675 in Thedinghausen als Sohn eines Oberpredigers geboren. Er besuchte die Schule in Braunschweig und studierte anschließend drei Jahre Rechtswissenschaft in Halle. Danach diente er mehrere Jahre bei der braunschweigischen Leibwache und nachfolgend fünf Jahre lang als Sekretär bei Landgraf Philipp von Hessen-Philippstal. Gerding ging in die Niederlande und studierte in Leiden, Utrecht und Harderwijk Medizin. In Harderwijk wurde er 1706 zum Dr. med. promoviert. Er ließ sich anschließend in Utrecht nieder, wo er 25 Jahre als praktischer Arzt tätig war.
Im Jahr 1732 trat er in russische Krondienste, ging 1740 nach Riga und wurde zwei Jahre darauf Arzt der livländischen Ritterschaft. Gerding war verheiratet mit der Tochter des Buchhändlers und -druckers Heinrich Lindenberg. Er starb 1764 im Alter von 89 Jahren in Riga. Er ist Verfasser mehrerer medizinischer, theologischer und anderer Schriften.

## Schriften (Auswahl)
- Ovidii Briefe der Helden. (= Dissertation), Leipzig 1706.
- Sinn- und lehrreiche Parabeln, in welchen der heutige Weltlauf mit vielen Tugend- und Sittenlehren nachdrücklich vorgestellt wird. Frankfurt, Leipzig 1711 (Sammlung von Fabeln und Gleichnissen).
- Tinctura particularis, oder Chyl verbessernde Tinctur. Riga 1755.
- Von der Inspiration der heiligen Schrift.